# Copella metae
A Copella metae a sugarasúszójú halak (Actinopterygii) osztályának pontylazacalakúak (Characiformes) rendjébe, ezen belül a Lebiasinidae családjába tartozó faj.

## Előfordulása
A Copella metae a dél-amerikai Orinoco és Rio Negro folyók felső szakaszaiknál található meg.

## Megjelenése
Legfeljebb 3,4 centiméter hosszú.

## Életmódja
A Copella metae trópusi, édesvízi halfaj, amely a folyók lassúbb folyású szakaszaiban él. A sűrű növényzetet kedveli.

## Tartása
Ez a pontylazac kedvelt akváriumi hal. Akváriumban: 23-27 °C-ot igényel, pH: 5,8-7,5 keménység: ?-25NK°.